# Xenofrea trigonalis
Xenofrea trigonalis är en skalbaggsart som beskrevs av Bates 1885. Xenofrea trigonalis ingår i släktet Xenofrea och familjen långhorningar. Inga underarter finns listade i Catalogue of Life.